# Тимчасовий уряд національної єдності та національного порятунку Камбоджі
Тимчасовий уряд національної єдності та національного порятунку Камбоджі (англ. Provisional Government of National Union and National Salvation of Cambodia, PGNUNSC) — уряд у вигнанні, сформований членами Камбоджійської партії національної єдності (Червоні Кхмери Пол Пота) 11 липня 1994 у відповідь на відновлення Королівства Камбоджа.
Главою уряду (і водночас командувач збройних сил Червоних Кхмерів) був Кхіеу Сампхан, його заступником — Сон Сен. Іншими членами самопроголошеного уряду стали Чан Юран (колишній посол Кампучії в КНР), Мак Бен, Ін Сопхеап, Кор Бун Хенґ, Піч Чхенґ і Чун Чоеун (ексміністр охорони здоров'я Демократичної Кампучії).
Під контролем сил PGNUNSC були провінції Пайлін і Преахвіхеа, де і було проголошено. «Тимчасовою столицею» країни було оголошено місто Пайлін. PGNUNSC не мало міжнародного визнання, проте у 1996—1998 роках. підтримувало неформальні відносини з керівництвом КНР. PGNUNSC мало власну радіостанцію, яка вела мовлення на підконтрольних Червоних Кхмерам територіях.
Смерть Пол Пота у квітні 1998 року призвела до загального занепаду руху Червоних Кхмерів. У зв'язку з цим Кхієу Сампхан і Та Мок прийняли рішення про розпуск уряду 22 червня 1998 року.